# 富江
『富江』（とみえ）は、伊藤潤二による日本の漫画作品、およびそれを原作とした映画・ドラマ・アニメ作品。何度殺されても甦る美少女・富江を巡る物語を描いたホラー漫画であり、伊藤のデビュー作にして代表作。『月刊ハロウィン』（朝日ソノラマ）による第1回楳図かずお賞で佳作入選し、1987年から2000年にかけて同誌や『ネムキ』などで断続的に発表された。単行本は現在『伊藤潤二傑作集』（朝日新聞出版）から全2巻が刊行されている。
映画版は1999年から2011年にかけて全8作が劇場公開され、テレビドラマ版は1999年に放送。アニメ版は2018年の『伊藤潤二『コレクション』』と2023年の『伊藤潤二『マニアック』』で制作された。

## あらすじ
川上富江は、長い黒髪、妖しげな目つき、左目の泣きぼくろが印象的な、絶世の美貌を持った少女。性格は傲慢で身勝手、自身の美貌を鼻にかけ、言い寄る男たちを女王様気取りで下僕のようにあしらう。だが、彼女の『魔性とも言える魅力』を目にした男たちは皆、魅せられてゆく。
やがて、富江に恋する男たちは例外無く、彼女に「異常な殺意」を抱き始める。ある者は富江を他の男に渡さず自分が独占したいため、ある者は富江の高慢な性格に挑発され、ある者は富江の存在の恐怖に駆られ、彼女を殺害する。
しかし、富江は死ぬことはなく、何度殺害されても甦る。身体をバラバラに切り刻もうものなら、その肉片1つ1つが再生し、それぞれ死亡前と同じ風貌・人格を備えた「別々の富江」となる。たとえ細胞の1個からでも、血液の1滴からでも甦り、富江は無数に増殖してゆく。そして、その富江たちがそれぞれ、新たな男たちの心を狂わせてゆく。
これは、そんな魔性の美少女「富江」と、彼女に関わることによって人生を誤る男たち、そして彼らを取り巻く人々の人間模様を描いたサスペンスホラー作品である。

## 映画

### 富江
1999年3月6日公開。キャッチコピーは「悪夢は増殖する。」。
富江の恐怖を前面には出さず、失われた記憶の探求部分が強調されている。
大映からVHSとDVDが発売された。

#### 物語
泉沢月子は3年前の交通事故以来、記憶障害に遭い、精神科医の細野辰子のもとで催眠療法を受けていた。催眠中の月子の口から「トミエ」という言葉が漏れる。そんな細野を、ある刑事が訪れる。彼は月子の元友人・川上富江に関わる謎の怪事件を追い続けていると言うのだ。
一方、月子の住むアパートに1人の青年が越して来る。彼が大事そうに抱える鞄の中身は女の生首。彼が愛おしそうに育てるその首は、やがて再生を遂げて1人の美少女の姿となる。彼女こそが富江だった。やがて彼女を巡る男たちが、次々と狂気に囚われてゆく。

#### キャスト
- 泉沢月子 - 中村麻美
- 川上富江 - 菅野美穂
- 細野辰子 - 洞口依子
- 原田省二 - 田口トモロヲ
- 斎賀祐一 - 草野康太
- 吉成佳織 - 留美
- 山本武史 - 水橋研二
- 野村和美 - 奈良岡寿美
- 佐々木大輔 - 小野嘉朗
- 門倉直人 - 高嶋秀年
- 田辺幸治 - 小林昭彦
- 大谷 - 鈴木一功
- 由美子 - 江川加絵
- 船井刑事 - 山上賢治
- 診療室の患者 - 松坂和歌子
- ウェイトレス - 梶原阿貴
- 監視係 - 伊藤潤二
- 小南佳代
- 井上瑛理香
- 細野辰子（吹替） - 吉田羊右子

#### スタッフ
- 監督・脚色 - 及川中
- 助監督 - 西保典
- 製作 - 土川勉、松下順一、平田樹彦
- 製作担当 - 小松功
- プロデューサー - 清水俊、尾西要一郎、東康彦
- 企画 - 武内健、加藤東司
- 撮影 - 鈴木一博
- 特殊メイク - ピエール須田
- 音楽 - 二見裕志、木村敏宏
- 美術 - 大庭勇人、十時かの子
- 編集 - 宮島竜治
- 録音 - 中山隆匡
- 整音 -　深田晃
- スクリプター - 外川恵美子
- スチル - 中岡美樹
- 音響効果 - 丹雄二
- 照明 - 上妻敏厚、小倉久乃
- 配給 - 大映（現 角川映画）

#### 上映時間
95分。

#### 主題歌
Raymondo
歌 - Yukari Fresh 『CITYRAMA』に収録。

### 富江 replay
2000年2月11日公開。同時上映は『うずまき』。キャッチコピーは「愛してくれたら、殺してあげる。」。
原作の「病院編」と「地下室」をベースとしている。前作のヒットを受けて全国東映系で公開されたが、興行は芳しくなかった。
大映からVHSとDVDが発売された。

#### 物語
森田病院で、腹が異常に膨れ上がった急患の緊急手術が行われた。その腹からは何と女の生首が摘出され、「富江」と名乗った。
同病院の入院患者・佐藤文仁を見舞いに訪れた友人・武史は、院内で全裸の女性に遭遇。助けを求める彼女を家へ連れ帰った武史は、その魅力に惑わされて次第に精神に異常を来たしてゆく。武史の豹変に気づいた文仁は、武史が「富江」なる女性と同居していることを知る。
一方、病院では先の手術の執刀医であった院長・森田健三が失踪。手術に立ち会った者も次々に辞職しているという。健三の娘・由美は父の消息を追ううちに父の手記を入手し、そこに「富江」の名を見つける。偶然にも知り合った由美と文仁は、それぞれ父と友人のため、ともに富江の謎を追い始める。

#### キャスト
- 森田由美 - 山口紗弥加
- 川上富江 - 宝生舞（吹き替え：黒田詩織）
- 佐藤文仁 - 窪塚洋介
- 森田健三 - 菅田俊
- 森田陽子 - 金久美子
- 立花 - 遠藤憲一
- 木下敦子 - 冨樫真
- 鈴木裕美 - 石井亜希子
- 武史 - 松尾政寿
- 西村サユリ - 北村実友希
- サユリの父 - モロ師岡
- サユリの母 - 由良宣子
- 看護婦 - 木村明子
- 受付の女 - 小出華津
- 同級生 - 蒼和歌子
- クラブの若い男 - 村田和也
- 僧侶 - 藏内秀樹
- ガッポリ建設 - 小堀敏夫、星野春彦、室田稔、梛野素子
- 奏谷ひろみ
- 戸川暁子
- 諸岡雪絵
- 吉岡麻由子
- 美彩都円
- つぶらまひる
- 伊藤潤二

#### スタッフ
- 監督 - 光石冨士朗
- 助監督 - 荒川栄二
- 監督助手 - 吉見拓真、平林克理
- 製作 - 土川勉、松下順一、横濱豊行
- 製作担当 - 杉山隆夫
- 脚本 - 玉城悟
- 脚本原案 - 尾西要一郎
- プロデューサー - 清水俊、尾西要一郎、東康彦
- 協力プロデューサー - 金民基、相原英雄
- 企画 - 武内健、加藤東司、三宅澄二、平岡樹彦
- 撮影 - 山本英夫
- 撮影助手 - 金子正人、伊藤潔、橋本彩子、工藤哲也、小岩井貴子
- 応援撮影 - 林淳一郎、佐光朗
- 音楽 - 遠藤浩二
- 美術 - 内田哲也
- 美術助手 - 山浦克己、秋葉孝
- 編集 - 宮島竜治
- 編集助手 - 小林由加子、太田友子
- 録音 - 武市英生
- 録音助手 - 岩丸恒
- ネガ編集 - 山陽編集室
- 特殊メイク - ピエール須田
- スクリプター - 外川恵美子
- スチル - 中岡美樹
- 音響効果 - 丹雄二
- 整音 - 深田昇
- タイミング - 大見正晴
- オプチカル - 金子鉄男
- デジタル合成 - 灰原光晴
- 照明 - 金沢正夫
- 照明助手 - 渡辺晶、永田英則、大西盛士、小林誠
- 製作主任 - 根津文紀
- 製作進行 - 鷲山伸人
- スタイリスト - 小倉久乃
- メイク - 池尾直子、小菅孝（宝生舞担当）
- 特殊メイク助手 - 奥山哲史、伊藤大介、星加和子
- スタントコーディネーター - 辻井啓伺
- 宣伝 - 福田勝、小林剛、杉田薫、多田容子、小竹伸枝、澁江俊一
- 車輌 - 佐々木秀行、小林辰己 稲毛二郎 駒田宣夫、藤咲明典
- 制作協力 - プラネット、ボノボ
- 製作協力 - パノラマ・コミュニケーションズ
- 配給 - 東映

#### 上映時間
95分。

#### 主題歌
Raymondo
歌 - Yukari Fresh 『CITYRAMA』に収録。

### 富江 re-birth
2001年3月24日公開。
原作の「滝壺」「画家」「毛髪」などをアレンジしている。
富江の人物像は前2作と異なり、無邪気さと大人びた部分を併せ持つ。

#### 物語
美大生の木股英雄は、富江をモデルとして肖像画を描いていたが、富江がその絵を台無しにしたことで、発作的に富江を殺害してしまう。彼は友人の青山巧、細田俊一の手を借り、富江の遺体を山中に埋める。
翌日、俊一は巧と英雄を合コンに連れて行くが、突然そこに参加予定の無い女性の姿が。それは紛れも無く、死んだ筈の富江だった。それから間もなく、錯乱した英雄が自殺。やがて俊一や巧だけでなく、俊一の母・朋子、そして巧と同棲している恋人の北村ひとみまでもが、富江によって次第に人生を狂わされてゆく。

#### キャスト
- 富江 - 酒井美紀
- 青山巧 - 妻夫木聡
- 青山理恵 - 邑野未亜（現 邑野みあ）
- 青山春夫 - 諏訪太朗
- 青山孝子 - 冬雁子
- 北村ひとみ - 遠藤久美子
- 細田俊一 - 黄川田将也
- 細田朋子 - 中島ゆたか
- 木股英雄 - 忍成修吾
- 木股幸子 - 大塚良重
- 佐野由美子 - 蜂巣友里
- バーテンダー - 平井賢治
- レストランバーの店員 - 安田暁
- 弔問客 - 薗博之、登場進、原ひとみ
- ノリカ - 伊藤雅子
- まさる - 日下慎
- ゆたか - 伊藤俊輔
- ヒロアキ - 鞍馬寛明
- サヲリ - 伊藤絵美
- ユリ - 斉藤麻衣子
- カヨ - 中尾聖代
- ミサト - 平岩紙
- クミ - 並木理恵
- ケンジ - 大内正樹
- 敏朗 - 雑賀克郎
- サチエ - 神原直美

#### スタッフ
- 監督 - 清水崇
- 助監督 - 荒川栄二
- 製作 - 土川勉、石井徹
- 製作担当 - 杉山隆夫
- 脚本 - 藤岡美暢
- プロデューサー - 清水俊、尾西要一郎、東康彦
- 協力プロデューサー - 相原英雄
- 企画 - 武内健、岡田真
- 撮影 - 志賀葉一
- 音楽 - ゲイリー芦屋
- 美術 - 大庭勇人
- 編集 - 宮島竜治
- 録音 - 武市英生
- 特殊メイク - ピエール須田
- ビジュアルエフェクト - 小林謙一
- 整音 - 深田晃
- 照明 - 赤津淳一
- 制作協力 - プラネット、ボノボ
- 配給 - 大映

#### 上映時間
101分。

#### 主題歌
サンサーラ
歌 - MAJI NA DAMU / レーベル - BMGファンハウス（現 BMG JAPAN）　

### 富江 最終章 -禁断の果実-
2002年6月29日公開。
タイトルに「最終章」とあるが、シリーズは完結しておらず、後述の通り作品は継続して制作されている。
ロリータとレズビアンをテーマとしており、富江と登美恵の絡みを強調している。人間関係の描写に注力しているため、他の作品よりもホラー性は薄くなっている。

#### 物語
橋本登美恵は内気で地味な高校生。10年前に母を亡くして以来、父との2人暮らしもどこかぎこちなく、学校では典型的ないじめられっ子。密かに小説家を夢見る登美恵は、現実逃避するかの如く少女小説をノートに綴る。
そんな彼女の元へある日、富江と名乗る美少女が現れる。富江はなぜか登美恵に近付き、登美恵も奔放な性格の富江に惹かれ、2人は友達となってゆく。
やがて登美恵の家を訪ねる富江を、登美恵の父・和彦が見て愕然とする。その姿は紛れもなく、25年前の自分の初恋の相手・富江だった。自分と同い年、しかも既に死んだ筈の富江が何故、25年前の姿のままでここに? やがて富江は今度は和彦に接近。「初恋をやり直そう」と誘い掛ける。

#### キャスト
- 富江 - 安藤希
- 橋本登美恵 - 宮崎あおい
- 橋本和彦 - 國村隼、斉藤亮太（回想）
- 田島雅夫 - 藤間宇宙
- 京子 - 藤本由佳
- 恵 - 二宮綾香
- 智子 - 太田千晶
- 鈴木 - 渡辺哲
- 製氷会社の客 - 坂田雅彦
- 登美恵の母 - 森崎よしえ
- 智子の恋人 - 珉和
- スカウトマン - 吉末明仁
- 管理人 - 田村泰二郎
- 公園のおばさん - 松本じゅん
- 榛里佳

#### スタッフ
- 監督 - 中原俊
- 助監督 - 久保朝洋
- 製作 - 土川勉、松下順一
- 製作担当 - 小松功
- 脚本 - 藤岡美暢
- プロデューサー - 清水俊、尾西要一郎、東康彦
- 協力プロデューサー - 相原英雄
- 企画 - 武内健 、加藤東司
- 撮影 - 鈴木一博
- 音楽 - TATSUYA
- 美術 - 金田克美
- 編集 - 宮島竜治
- 録音 - 中山隆匡
- スクリプター - 増田実子
- スチル - 中岡美樹
- 音響効果 - 丹雄二
- 照明 - 上妻敏厚
- VFXスーパーバイザー - 小田一生
- 制作協力 - プラネット、ボノボ
- 配給 - 大映

#### 上映時間
91分。

#### 主題歌
羽根
歌 - 安藤希

### 富江 BEGINNING
2005年4月9日公開。キャッチコピーは「悪夢はここからはじまった」。
監督は映画第1作と同じ及川中。タイトルに「BEGINNING」とある通り映画第1作『富江』の前日談となっており、第1作『富江』で富江の肉体を育てていた青年の正体が、本作のラストで明らかとなる。

#### 物語
廃校となったある高校を、かつての生徒だった松原礼子と山本健一が訪れ、回想を巡らせる。
あの日、川上富江と名乗る美少女が2人のいるクラスに転入。男子生徒はあっと言う間に彼女の魅力に魅せられ、嫉妬する女子生徒たちは、富江と取り巻きの男達による残酷な復讐を受ける。そして、彼らのクラスは富江に支配された。
その愛憎の余り、男子生徒の1人がある日、礼子とともに下校中の富江を襲ってその耳を切り落とす。礼子は見た。切り落とされた耳が、生物のように地面を這い回る姿を。そして礼子が富江の耳の傷の手当をしようとした時、既に耳は何事も無かったかのように再生していた。富江とは一体何者なのか?

#### キャスト
- 川上富江 - 松本莉緒
- 松原礼子 - 今宿麻美
- 山本健一 - 水橋研二
- 高山奈津 - 菜葉菜
- 篠田真澄 - 黒川マヤ
- 池野直子 - 岩崎友香
- 井上恭平 - 三浦哲郁（現 三浦アキフミ）
- 権藤英治 - フジヤマ
- 吉野拓巳 - 杉内貴
- 高木教諭 - 森下能幸

#### スタッフ
- 監督・脚本 - 及川中
- 製作 - 武内健、上村正一
- 製作総指揮 - 松下順一
- プロデューサー - 成田尚哉、東康彦
- 企画 - 小林一夫、平田樹彦
- 撮影 - 瀬川龍
- 音楽 - 三善雅己
- 編集 - 木村悦子
- 配給 - アートポート

#### 上映時間
74分。

### 富江 REVENGE
2005年4月16日公開。キャッチコピーは「悪夢は終わらない」。
主要スタッフは『富江BEGINNING』と同一。

#### 物語
女医の須磨和江はある夜、山中で全裸の美女に遭遇する。その女は、自分の勤める診療所の富樫所長の娘・麗に瓜二つだった。数日前に失踪した麗。唯一の違いは、その美女には左目の下にほくろがあること。逃走した女を追って和江が山中の洋館へ辿り着くと、そこには瀕死の少女・冬木雪子が倒れていた。
1年後、雪子は一切の記憶を失っていたものの、診療所の手当てによりすっかり元気を取り戻し、診療所の人気者となっていた。和江は雪子を妹のように愛しつつも、一方ではあの山中の謎の女のことを気に病んでいた。
そんな和江をある日、公安庁の捜査官2人が訪ね、“富江関連事件”を語る。何度殺されても甦り、挙句には自身の細胞を他人に寄生させて他人の肉体を乗っ取る魔の美女、富江。その目印は左目の下のほくろ。するとあの山中の美女は、富江に乗っ取られた麗なのか? そして、麗を乗っ取ったオリジナルの富江が、どこかに潜んでいる!

#### キャスト
- 須磨和江 - しらたひさこ（現 白田久子）
- 冬木雪子 - 美波
- 川上富江 - 伴杏里（現 伴アンリ）
- 谷村卓也 - 中泉英雄
- 谷村哲也 - 加藤仁志
- 富樫所長 - 嶋田久作
- 浜口 - 本田大輔
- 土井 - 今田尚志
- 調査官・戸山 - 鈴木一功
- 調査官・山崎 - 渋谷正次

#### スタッフ
- 監督・脚本 - 及川中
- 製作 - 武内健、上村正一
- 製作総指揮 - 松下順一
- プロデューサー - 成田尚哉、東康彦
- 企画 - 小林一夫、平田樹彦
- 撮影 - 瀬川龍
- 音楽 - 三善雅己
- 美術 - 池田大威
- 編集 - 石田泉
- 録音 - 植田中
- 照明 - 花岡正光
- 配給 - アートポート

#### 上映時間
72分。

### 富江VS富江
2007年11月17日公開。キャッチコピーは「増殖は終わり、破滅が始まる。」。

#### 物語
恋人の尚子を目の前で何者かによって殺されたショックで、精神崩壊を起こした梅原一樹。適切なカウンセリングを受けて、社会復帰をした後、彼はマネキン工場に就職した。そこで一樹は、尚子と瓜二つの女性、富江と出会う。その一方で、彼女は富江という自分と同じ名前の女性を探していた。実は彼女たちは、新生児の時にオリジナルの富江の細胞を組み込まれたコピー。彼女は自分の肉体維持のためにオリジナルの富江の鮮血を求めていたのだった。そして、2人の富江の血を掛けた戦いが始まる。

#### キャスト
- 富江 / 尚子 - あびる優
- 梅原一樹 - 八戸亮
- 富江 - 松岡恵望子
- 岸田 - 三浦誠己
- 藤田 - 菅原大吉
- 大城 - 長江英和
- 梶原阿貴
- 伊藤洋三郎

#### スタッフ
- 監督・脚本 - 久保朝洋
- 助監督 - 海野敦
- 製作 - 松下順一
- 企画 - 加藤東司、成田尚哉
- プロデューサー - 東康彦、久保和明
- 撮影 –　長野泰隆
- 音楽 - タルイタカヨシ
- 照明 - 安部力
- 録音 - 中篠博介
- 編集 - 山田宏幸
- 美術 - 長谷川晃子
- 特殊メイク - 梅沢壮一
- 制作担当 - 仲野俊隆
- 制作 - 円谷エンターテインメント
- 制作プロダクション - アルチンボルド
- 製作 - アートポート
- 配給 - アートポート

#### 上映時間
86分。

### 富江 アンリミテッド
2011年5月14日公開。キャッチコピーは「恐怖の数珠つなぎ」。
これまでの映像化作品の中では最も原作に近いとの評価もあり、過激な映像表現のために15歳未満は鑑賞できないR15+指定となった。2011年2月に解禁された予告編映像は、15歳未満の観客も視聴可能なように表現を抑えられたにもかかわらず、劇場での上映が限定された。主人公の月子と富江は姉妹という設定で、月子役を荒井萌、富江役を元グラビアアイドルの仲村みうが演じた。その他にも共演には公開当時AKB48の多田愛佳など。

#### 物語
写真部に所属する女子高生・月子は友人・佳恵と帰宅途中、同じ学校に通う姉・富江が自身の憧れの先輩と連れ立つところを目撃する。男を誘惑する姉に月子は激しく嫉妬するも、彼女の美しさに陶酔して、カメラでシャッターを切り続けてしまう。その時、富江は建設中のビルから落下してきた鉄骨に刺し抜かれて死亡する。
それから1年後、富江の誕生日に、死んだはずの富江が家に帰って来る。

#### キャスト
- 月子 - 荒井萌
- 富江 - 仲村みう
- 佳恵 - 多田愛佳
- 下田俊夫 - 大和田健介
- 飯塚政史 - 大堀こういち
- 飯塚喜美子 - 川上麻衣子
- 富江担任教師 - 松浦慎一郎
- 女子高生 - 村田唯
- 岸建太朗
- 駿河太郎
- 水井真希
- 石川ゆうや

#### スタッフ
- 監督 - 井口昇
- 製作 - 福原英行
- プロデューサー - 佐藤現、武内健、成田尚哉
- エグゼクティブプロデューサー - 加藤和夫
- 共同プロデューサー - 東快彦
- 原作 - 伊藤潤二
- 脚本 - 継田淳、井口昇
- 撮影 - 長野泰隆
- 美術 - 大庭勇人
- 編集 - 和田剛
- 音楽 - 中川孝
- VFXスーパーバイザー - 鹿角剛司
- 照明 - 児玉淳
- 整音 - 吉田憲義
- 特殊造型監督 - 西村喜廣
- 録音 - 西條博介
- 製作 - 東映ビデオ
- 配給 - ティ・ジョイ、CJエンタテインメント・ジャパン（英語版）

#### その他
本作品以前に 井口昇監督作品として『富江VSエコエコアザラク」（仮題）』の企画が進んでおり、2007年3月にはオーディションも行われていたのだが実現しなかった。
井口は、「姉妹」を題材とした本作品に対し、同時期に監督していた『電人ザボーガー』では「兄弟」を題材としており、両作品を同じ物語構成上にある表裏一体の作品であると位置づけている。

## テレビドラマ

### 富江 恐怖の美少女
1999年12月26日に関西テレビで放映。3話構成のオムニバス。
大映からVHSとDVDが発売された。ビデオ&DVDリリース時は『富江 アナザフェイス』と改題された。
キャッチコピーは「この増殖はもう止められない」。

#### 物語
第一話
富江が死んだ。ゴミ捨て場で富江の死体が発見されたのだ。富江と交際していた高志は落胆し、そんな彼を元彼女の美紀が励ます。だがそんな彼らの前に、死んだ筈の富江が現れた。何事も無かったかのように。
第二話
カメラマンの森は、ある酒場で富江と名乗る美少女に出会った。彼女は森が十数年前、学生時代に魅せられていた美少女に瓜二つだった。森は富江とモデルの契約をし、写真を撮り始める。だが、現像された写真に写っていた富江の姿は!
第三話
富江と交際していた安田が、交際僅か1か月も経たずに婚約を決意、彼女に指輪を贈る。だが富江を追い続けていた謎の男・太田が突如、富江を襲う。辛うじて逃げた2人。富江は安田に言う。「私を愛している証に、あいつを殺して」。

#### キャスト
- 川上富江 - 永井流奈
- 太田 - 白井晃
- 美紀 - 田中千絵
- 高志 - 金子統昭
- 森 - 奥野敦士
- 安田 - 吉田智則

#### スタッフ
- 監督 - 猪股敏郎
- プロデューサー - 植村泰之、清水俊、伊藤直克
- 脚本 - 及川章太郎
- 撮影 - 栢野直樹
- CG - 井上英樹（め組）
- 音楽 - 林田英昭
- 制作 - 大映、関西テレビ